# أوغور يلماز
أوغور يلماز (1 أكتوبر 1987 بشتوتغارت في ألمانيا - ) هو لاعب كرة قدم ألماني وتركي في مركز الهجوم. لعب مع شتوتغارت كيكرز وKartal S.K. ‏ وStuttgarter Kickers II ‏ وSV Böblingen ‏ وFV Illertissen ‏ وTSV Rain am Lech ‏ وقونية سبور 1922 وSV Bonlanden ‏.

## وصلات خارجية
- أوغور يلماز على موقع قاعدة بيانات كرة القدم.إي يو (الإنجليزية)
- أوغور يلماز على موقع بيانات كرة القدم. دي إي (الألمانية)
- أوغور يلماز على موقع عالم كرة القدم.نت (الإنجليزية)